# 汤加立法会
湯加立法會（： / 英語：）是湯加王國的立法機關，該立法會採用一院製。

## 機構概況
湯加立法會為湯加王國的立法部門，採用一院製。立法會共計有26名議員，其中9人為貴族議員而17人為民選議員；所有議員的任期為四年。貴族議員由所在選區的貴族選舉產生，而民選議員則由所在選區的選民選舉產生。立法會議長由全體議員選舉產生。

## 外部連接
- 官方网站